# Calificările pentru Cupa Oceaniei pe Națiuni 2016
Pagina conține sumarul meciurilor din prima rundă al OFC pentru Calificările pentru Campionatul Mondial FIFA 2018. Totodată competiția este actul calificărilor pentru runda preliminară al Cupei Oceaniei pe Națiuni 2016.

## Format
În această rundă - patru echipe au fost determinate de OFC în martie 2014 vor juca un mini-turneu round-robin de pe data de 31 august pînă pe 4 septembrie 2015, care va avea loc pe un singur stadion care va fi confirmat.
Câștigătorul va avansa în Cupa Oceaniei pe Națiuni 2016, care va avea loc între 5 octombrie - 17 iunie 2016, pentru a se alătura altor 7 echipe care au trecut direct în faza grupelor. Cupa Națiunilor va servi ca a doua rundă al calificărilor pentru Campionatul Mondial de Fotbal 2018 din Rusia.

## Echipe participante
În aprilie 2014, OFC a anunțat o decizie a comitetului ce echipe vor concura în această competiție. Patru echipe au intrat, într-o singură calificare:
- Samoa Americană
- Insulele Cook
- Samoa
- Tonga

## Clasament
| Echipa          | MJ | V | E | Î | GM | GP | G  | Pct |
| --------------- | -- | - | - | - | -- | -- | -- | --- |
| Samoa           | 3  | 2 | 0 | 1 | 6  | 3  | +3 | 6   |
| Samoa Americană | 3  | 2 | 0 | 1 | 6  | 4  | +2 | 6   |
| Insulele Cook   | 3  | 2 | 0 | 1 | 4  | 2  | +2 | 6   |
| Tonga           | 3  | 0 | 0 | 3 | 1  | 8  | −7 | 0   |

## Meciurile
Programul meciurilor a fost alcătuit în 30 iulie 2015, folosind o tragere la sorți care s-a desfășurat la OFC Headquarters în Auckland, Noua Zeelandă. .
| Tonga | 0–3                        | Insulele Cook         |
| ----- | -------------------------- | --------------------- |
|       | Report (FIFA) Report (OFC) | Saghabi 38', 53', 60' |

| Samoa                                       | 3–2                        | Samoa Americană    |
| ------------------------------------------- | -------------------------- | ------------------ |
| Fa'aiuaso 4' Hamilton-Pama 18' Mobberly 26' | Report (FIFA) Report (OFC) | Beauchamp 38', 86' |

| Insulele Cook | 1–0                        | Samoa |
| ------------- | -------------------------- | ----- |
| Saghabi 39'   | Report (FIFA) Report (OFC) |       |

| Tonga          | 1–2                        | Samoa Americană      |
| -------------- | -------------------------- | -------------------- |
| S. Uhatahi 47' | Report (FIFA) Report (OFC) | J. Manao 49' Ott 51' |

| Tonga | 0–3                        | Samoa                     |
| ----- | -------------------------- | ------------------------- |
|       | Report (FIFA) Report (OFC) | Mobberly 9' Hall 22', 77' |

| Samoa Americană           | 2–0                        | Insulele Cook |
| ------------------------- | -------------------------- | ------------- |
| Mitchell 58' J. Manao 67' | Report (FIFA) Report (OFC) |               |

## Marcatorii
Au fost marcate 17 goluri în 6 meciuri.
4 goluri
- Taylor Saghabi

2goluri
- Demetrius Beauchamp
- Justin Manao
- Johnny Hall
- Andrew Mobberly

1 gol
- Ryan Aloali'i Mitchell
- Ramin Ott
- Desmond Fa'aiuaso
- Faitalia Hamilton-Pama
- Sione Uhatahi